# La Vanille Nature Park
La Vanille Nature Park, est un parc zoologique créé en 1985 et situé au sud de l'île Maurice, à proximité du village de Rivière-des-Anguilles.

## Description
Ce parc animalier, qui a pour attraction principale des crocodiles du Nil, est implanté en pleine nature, dans un environnement pittoresque, où il est possible de déambuler, à pied ou à dos d'âne, dans une forêt tropicale humide riche en essences d'arbres, de plantes et de fleurs endémiques.
En plus des crocodiles, l'établissement dispose également de nombreux autres animaux, notamment des caïmans, mais aussi des iguanes, des crapauds buffles, des tortues étoilées de Madagascar, des tortues géantes des Seychelles, des tortues d'eau douce, des geckos de l'Île Ronde, des roussettes de Rodrigue, des anguilles, des carpes koï, des singes, des grenouilles, des sangliers, des mangoustes, des cerfs, des chèvres, des moutons, et des ânes, sans oublier les 20 000 espèces d'insectes et de papillons de l'insectarium.
Le parc dispose d'un point de restauration, « le Crocodile affamé », qui sert des plats à base de viande de crocodile.